# 證願寺
證願寺(しょうがんじ)は、東京都葛飾区立石にある単立の仏教系寺院。証願寺とも。

## 起源と歴史
慶長15年（1610年）に上杉民部之輔の三男・證願が湯島に創建。その後、江戸の大火で浅草に移転し、更に関東大震災の区画整理で昭和7年に現在地の葛飾区立石に移転し、現在に至る。

### 歴代住職について
第16代住職は声明・読経・儀式作法などに詳しく、多くの弟子を指導した。
第17代住職の春日了は、声楽家・アマチュア天文家・奇術師としても有名。本人の特技を活かしユニークな寺に改革した（詳しくは本人の項目を参照）。
声楽家としては日本の他にヨーロッパでも歌い、2002年からは後進の若い歌手のために毎年声楽のコンクールを開いている。（ベルカント・ソプラノ・コンコルソ）。奇術研究家としては（社）日本奇術協会参与としてマジック機関紙『ワン・ツー・スリー』に執筆している。天文家としては境内に春日天文台を持ち、プラネタリウムを建設して公開している。プラネターリアム銀河座館長・解説員、日本プラネタリウム協議会(JPA)正会員。

## 本寺の特徴
本堂に、読経中用として電光掲示板による「お経の同時通訳機」を設置。見ていればお経の中身がわかる仕組みになっており、中学生以上の日本語能力で理解できるように文章ができている。
1996年には、ペンタックスから試作品のプラネタリウム投影機を譲渡してもらい、「銀河座」を設置。法事の後にはプラネタリウムで星空や宇宙の最新映像による説法をし、仏教を判りやすく解説している。仏教は死後や死期が近づいた人達のものではなく、「日頃のストレスから離れリラックスする人生を送る方法としてある」と力説する。また、毎月第1・第3土曜日の午後2時からは「一般向け」に宗教色のない天文普及のプラネタリウムとして公開している。月2回という少ない公開日だが、毎月番組を更新しており、解説員2人で解説を行っている。
寺の外観は中央に本堂があるが、これは古都の風情を醸し出す重厚な木造本堂で、東京では最後期の本式木造本堂。宮大工が手仕事で丸く削った柱をはじめ、日本の木材による総檜造り。十分な前庭にはライオンの石彫刻や木々の間に大型恐竜の模型展示がある。
入り口の塀やビルの壁面には壁画が大きく描かれている。自然と宇宙と仏教をイメージした内容となっており、寺の裏の塀40mには古代の森にいろいろな恐竜が遊ぶ姿が描かれている。それらについては「銀河座」のサイトで見ることが出来る。

## 所在地
東京都葛飾区立石7-11-30

## 交通アクセス
- 京成押上線京成立石駅より徒歩6分（経路案内）